# ドラゴン・アンド・スウォード 選ばれし戦士
『ドラゴン・アンド・スウォード 選ばれし戦士』（ドラゴン・アンド・スウォード えらばれしせんし、原題：The One Warrior）は、2011年11月1日に発売されたアメリカ合衆国のビデオ映画。監督・編集・美術はトム・スタウト、脚本はデビッド・A・プライアー、主演はジェイソン・デビッド・フランク、ドミニク・キーティング、ジェームズ・ルッソらが務めている。
日本では劇場未公開。2013年10月2日にインターフィルムから日本語吹替版のDVD（ADF-9032S/レンタル:IF13-0718）が発売された。パッケージのキャッチコピーは「闇を振りはらえ!」。

## キャスト
カッコ内は日本語吹き替え。
- 選ばれし戦士 - ジェイソン・デビッド・フランク（綿貫竜之介）
- ブルータス - ブレント・ヘンリー（杉本大介）
- 闇の王・シュカタ - エドワード・セイント・ピー（渡辺淳）
- 森の聖女 - メリッサ・カウリー（岡本瑠美）
- マーリン - ドミニク・キーティング（佐藤充）
- ドラゴン - ドミニク・キーティング（神村駿助）
- 死神 - ドリュー・ウィリアムス（コーイチ）
- クラウディアス - ジェームズ・ルッソ（松島淳）
- ヘセラ - ジェニファー・ペイジ（篠崎愛）
- アマゾネス - タラ・クレインピーター（春日萌花）

## スタッフ
- 製作総指揮：ジョン・グラハム
- プロデューサー：A・ウェイド・ミラー
- 監督・編集・美術：トム・スタウト
- 脚本：デビッド・A・プライアー
- 撮影：キース・ティピット
- 音楽：ラリー・グループ
- 特殊効果：ジョナサン・デビッド・レイノルズ
- 日本語版翻訳：インジェスター